# Christoph Ammann
Christoph Ammann, né le 30 avril 1969, est une personnalité politique bernoise, membre du Parti socialiste (PS). 
Il est membre du gouvernement bernois depuis juillet 2016.

## Biographie
Christoph Ammann naît le 30 avril 1969.
Après sa scolarité à Meiringen et Interlaken, il obtient sa maturité de type B (latin-anglais) en 1988 au gymnase d'Interlaken. Il étudie ensuite l'allemand et le latin à l'Université de Berne. Après avoir obtenu sa licence, il passe encore son diplôme d'enseignant en 1997,.
Il enseigne l'allemand et le latin au gymnase d'Interlaken de 1993 à 2014, après y avoir déjà fait des remplacement de 1990 à 1993: Il en est le directeur du 1er août 2011 à 2016. Il est par ailleurs pigiste pour la presse régionale de 1995 à 1998,.
Il est membre du Conseil de Banque de la Banque nationale suisse depuis le 24 mai 2019.
Marié et père d'un garçon et d'une fille, il habite la commune bernoise de Meiringen.

## Parcours politique
Membre du PS depuis 1993, il est maire de Meiringen de 1999 à 2006.
Il est député au Grand Conseil du canton de Berne du 1er juin 2006 au 29 juin 2016, où il siège notamment à la Commission de justice de 2006 à 2012 et à la Commission de la sécurité à partir de 2014.
Il est élu au Conseil-exécutif du canton de Berne le 28 février 2016, lors de l'élection complémentaire pour la succession d'Andreas Rickenbacher. Il prend la tête de la Direction de l'économie publique le 1er juillet 2016. Réélu le 25 mars 2018 avec le deuxième meilleur score, il reste à la tête de son département, renommé en Direction de l'économie, de l'énergie et de l'environnement le 1er janvier 2020. Il est réélu le 27 mars 2022, obtenant le meilleur score de l'ensemble des candidats.

### Positionnement politique
Il se situe à la droite de son parti, plaidant notamment pour une baisse des impôts sur les entreprises.